# Frank-Walter Steinmeier
Frank-Walter Steinmeier (* 5. ledna 1956 Detmold) je německý politik, od března 2017 spolkový prezident Německa, znovuzvolený v roce 2022.
V letech 2005–2009 byl členem prvního kabinetu Angely Merkelové, kde zastával post ministra zahraničních věcí a zároveň vicekancléře. Do funkce ministra zahraničí se vrátil v prosinci 2013 při nástupu třetí vlády Merkelové. V roce 2016 byl předsedou Organizace pro bezpečnost a spolupráci v Evropě.
Je členem Sociálnědemokratické strany Německa, kde se řadí k pravému křídlu umírněných reformistů.

## Vzdělání a rodina
V letech 1974 až 1976 sloužil v Bundeswehru. Následně studoval právo a politologii na Univerzitě Justuse Liebiga Gießen. V roce 1982 absolvoval svoji první a v roce 1986 druhou státní zkoušku z práv. Potom pracoval v Gießenu jako asistent profesora a roku 1991 tam jako právník získal doktorát.
Steinmeier je od roku 1995 ženatý a s manželkou má dceru Merit (* 1996). Jeho manželka Elke Büdenbender je rovněž právnička a do manželova zvolení prezidentem pracovala jako soudkyně.

## Politická kariéra
Steinmeier se v roce 1991 stal právním poradcem vlády Dolního Saska. Roku 1993 se pak stal vedoucím kanceláře tehdejšího premiéra Dolního Saska, Gerharda Schrödera.
Steinmeier byl v listopadu 1998 jmenován do kanceláře kancléře Gerharda Schrödera, těsně potom, co Schröder vyhrál spolkové volby. Roku 1999 je pak jmenován vedoucím Schröderovy kanceláře. Díky svým schopnostem dostal přezdívku Die Graue Effizienz (Šedá výkonnost).
Dne 22. listopadu 2005 se stal spolkovým ministrem zahraničních věcí ve velkokoaliční první vládě Angely Merkelové. Byl prvním spolkovým ministrem zahraničních věcí za SPD od doby Willyho Brandta.
Poté, co Franz Müntefering oznámil, že hodlá opustit vládu, se Steinmeier 21. listopadu 2007 stal i spolkovým vicekancléřem. Ve funkci setrval do 27. října 2009.
Dne 17. prosince 2013 se znovu stal spolkovým ministrem zahraničních věcí ve třetí vládě Angely Merkelové.
Dne 12. února 2017 byl Spolkovým shromážděním zvolen 12. spolkovým prezidentem, když již v prvním kole obdržel nadpoloviční většinu, 931 z 1260 hlasů volitelů (73,9 %). Do funkce nastoupil 19. března 2017. Dne 13. února 2022 byl znovuzvolen spolkovým prezidentem, když získal opět již v 1. kole 1045 z 1425 hlasů od Spolkového shromáždění (73,3 %).

## Politické postoje
Steinmeier obhajoval ekonomické sankce proti Rusku a prohlásil, že Berlín bude „tvrdě pracovat na tom, aby zajistil jednotnou evropskou frontu“, ale zároveň v červnu 2016 kritizoval NATO za eskalaci napětí ve vztazích s Ruskem a prohlásil: „To, co bychom nyní neměli dělat, je dál vyhrocovat situaci chrastěním zbraní a válečným štvaním.“
Steinmeier doposud podporoval vstup Turecka do EU. V listopadu 2016 však odsoudil čistky v Turecku, včetně masového zatýkání a omezování médií, které byly zahájeny po neúspěšném pokusu o vojenský převrat ze dne 15. července 2016.

## Vyznamenání
- rytíř velkokříže Řádu zásluh o Italskou republiku – Itálie, 21. března 2006[5]
- velkokříž Norského královského řádu za zásluhy – Norsko, 15. října 2007[6]
- velkokříž Řádu za zásluhy – Portugalsko, 2. března 2009[7]
- velká čestná dekorace ve zlatě na stuze Čestného odznaku Za zásluhy o Rakouskou republiku – Rakousko, 23. dubna 2016
- velkokříž speciální třídy Záslužného řádu Spolkové republiky Německo – Německo, 2017
- velkodůstojník Řádu čestné legie – Francie, 26. ledna 2017[8]
- Řád bílého dvojkříže I. třídy – Slovensko, 17. listopadu 2017
- velkokříž s řetězem Řádu prince Jindřicha – Portugalsko, 1. března 2018[7]
- velkokříž s řetězem Řádu bílé růže – Finsko, 17. září 2018[9]
- velkokříž s řetězem Národního řádu za zásluhy – Ekvádor, 13. února 2019
- velkokříž s řetězem Řádu tří hvězd – Lotyšsko, 19. února 2019[10]
- Řád za mimořádné zásluhy – Slovinsko, 23. září 2022 – za přínos k rozvoji přátelských vazeb mezi Slovinskem a Německem a za posílení všestranné spolupráce a integrace obou zemí pro sjednocenou, na sdílených hodnotách založenou a bezpečnou evropskou budoucnost[11]